# Caenolestes fuliginosus
Caenolestes fuliginosus är en pungdjursart som först beskrevs av Robert Fisher Tomes 1863. Caenolestes fuliginosus ingår i släktet Caenolestes och familjen inkanäbbmöss. IUCN kategoriserar arten globalt som livskraftig. Ibland används Ecuadors inkanäbbmus som svenskt trivialnamn.

## Utseende
Arten når en absolut längd av 23 till 24 cm, inklusive en cirka 11 cm lång svans. Den liknar liksom släktets andra medlemmar en näbbmus i utseende. Vikten varierar mellan 34 och 39 g. Den lena pälsen har en mörkbrun till mörkbrun färg och det finns inga påfallande skillnader mellan ovansida och undersida. Svansen kan i viss mån användas som gripverktyg men den kan inte bära hela kroppen.
Hos Caenolestes fuliginosus är två framtänder som ligger i mitten av underkäken förlängd vad som skiljer arten från släktets andra medlemmar. Liksom andra inkanäbbmöss har arten flikar vid läpparna som troligen förhindrar att skräp når dess morrhår eller munhålan. Trots att arten tillhör pungdjuren saknar honor pung (marsupium).

## Utbredning och habitat
Pungdjuret förekommer i bergstrakter i Colombia och Ecuador. Regionen ligger 1 600 till 4 000 meter över havet. Habitatet utgörs av bergsskogar och landskapet páramo (bergstundra).

## Ekologi
Individerna lever allmänt ensam och de är aktiva på kvällen och på natten. De går främst på marken men kan klättra i växtligheten. Viloplatsen är en tunnel i marken eller en hålighet bland rötter. Födan utgörs främst av ryggradslösa djur som insekter, spindlar och daggmaskar. Dessutom äts några växtdelar som mossa eller blad.
Honor har fyra spenar och kan ha upp till fyra ungar per kull.

## Underarter
Arten delas in i följande underarter:
- C. f. centralis
- C. f. fuliginosus
- C. f. obscurus